# 大福寺 (京都市)
大福寺（だいふくじ）は、京都市中京区布袋屋町にある天台宗の寺院。山号は瑠璃光山。本尊は薬師如来（菩提薬師）。「菩提薬師（ほていやくし）」の通称で知られる。

## 歴史
寺伝では、推古天皇6年（598年）に聖徳太子によって大和国宮田郷に創建されたという。本尊の薬師如来（菩提薬師）は聖徳太子自刻の像であるという。後に瑠璃光山利生院大福寺と号する天台宗の寺院となり、平安時代には後三条天皇の勅願によって鎮護国家の道場とされた。
延文元年（1356年）に後光厳天皇の命により京都に移され、七堂伽藍が建てられて朝家の尊信が篤かったという。
応仁の乱で焼失したが再建されている。しかし、江戸時代の天明8年（1788年）1月30日の天明の大火で焼失し、次いで寺域の多くを失っている。
幕末には梅田雲浜が仮寓した。
江戸時代には、出納帳に当寺の「大福」の宝印を受けると商売繁盛になるとされ、正月に朱印を受けると良いという風習が生まれたが、この風習は当寺が発祥であるという。ゆえに出納帳のことを「大福帳」というのだという。

## 境内
- 本堂 - 本堂が通りに面している。
- 庫裏

## 前後の札所
京都十二薬師霊場
9 薬師院 - 10 大福寺 - 11 西光寺
京都七福神（布袋尊）
通称寺の会（菩提薬師）

## 住所
- 京都府京都市中京区麩屋町通二条上ル布袋屋町498

## 交通
- 京都市営地下鉄東西線 京都市役所前駅下車徒歩9分